# Hypsauchenia
Hypsauchenia är ett släkte av insekter. Hypsauchenia ingår i familjen hornstritar.
Kladogram enligt Catalogue of Life:
| Hypsauchenia | \| \| Hypsauchenia ananthakrishnani \| \| \| \| \| \| Hypsauchenia aspera \| \| \| \| \| \| Hypsauchenia chinensis \| \| \| \| \| \| Hypsauchenia hardwickii \| \| \| \| \| \| Hypsauchenia subfusca \| \| \| \| |
|              | \| \| Hypsauchenia ananthakrishnani \| \| \| \| \| \| Hypsauchenia aspera \| \| \| \| \| \| Hypsauchenia chinensis \| \| \| \| \| \| Hypsauchenia hardwickii \| \| \| \| \| \| Hypsauchenia subfusca \| \| \| \| |
|              | Hypsauchenia ananthakrishnani |
|              | |
|              | Hypsauchenia aspera |
|              | |
|              | Hypsauchenia chinensis |
|              | |
|              | Hypsauchenia hardwickii |
|              | |
|              | Hypsauchenia subfusca |
|              | |